# Акиту
Акиту (шумерское название Загмук — «праздник судеб») — месопотамский праздник весны, проводившийся с участием как знати, так и простого люда. Был распространен в Шумере и Аккаде, а также в Вавилоне и Ассирии. Слово акиту не имеет этимологии ни в шумерском, ни в аккадском языке, возможно, его название было иностранным.
Праздник был связан с культом вавилонского бога Мардука. В начале I тысячелетия до н. э. праздник объединился с праздником Священного брака, в итоге эти два праздника стали одной большой церемонией.

## Распространение
До Саргона I праздник был известен в шумерском городе Уре, под конец III тысячелетия до н. э. праздник был распространен в Ниппуре, а также, вероятно, в Умме и Лагаше. Праздник стал широко распространенным в Вавилоне и Ассирии, во время старовавилонского периода, при этом сакральным центром празднования акиту был Вавилон.

## Время проведения
Изначально праздник отмечался осенью, затем стал праздноваться весной. В Уре, а впоследствии и в Ниппуре праздник отмечался два раза в год: весной и осенью, в шестом (или четвёртом) месяце, а также в двенадцатом месяце. В Вавилоне акиту начинался в первый день месяца нисана (март—апрель) и длился 11 дней.

## События на празднике
Что конкретно происходило на празднике, ныне не известно.

### В Вавилоне
В Вавилоне праздник был посвящён богу Мардуку. Одним из самых главных моментов праздника было посещение так называемого «дома Акиту» (также известного как «Храм Нового Года») — здания, бывшего близким по предназначению к храмам. Это здание находилось за пределами городских стен, около канала.
Существовала процессия, во время которой статуя бога Мардука вывозилась из храма, загружалась на корабль, после чего статую везли в «дом Акиту». В это же время в Вавилон свозили идолы других богов. Возвращали статую также на корабле. Во время раскопок в древнем Вавилоне были найдены остатки так называемого «Священного пути», использовавшегося в этой церемонии. «Священный путь» проходил по каналу вдоль вавилонских улиц, в частности, путь проходил вдоль главной улицы Айбуршабум, затем через ворота Иштар, а также вдоль крепостных стен. Археологи нашли среди развалин Вавилона гимны и прочие тексты, связанные с праздником Акиту.
В церемонии принимал участие царь — в частности, царь участвовал в вывозе статуи из храма. Кроме того, после того как царь привозил статую к храму, верховный жрец должен был избить плетью царя. Считалось, что если царь заплачет, будущий год будет для царя счастливым, в противном случае его правление закончится. Простой народ в церемонии также участвовал. У него праздник ассоциировался с временем веселья и радости.
Во время праздника Акиту в храме Мардука неоднократно происходила декламация поэмы о Сотворении («Энума элиш» — «Когда наверху...»), в которой воспроизводился мифический бой между богом Мардуком и Тиамат.

### В других городах
Региональные праздники акиту проводились в различных городах с III тысячелетия до н. э.. В городах Ниппуре и Лагаше праздник проводился в честь богов Нингирсу и Бау, он считался днем свадьбы этих богов. В одном из писем Шамши-Адада I своему сыну Ясмах-Ададу, обнаруженных в Мари, упоминается праздник акиту, проводимый в апреле-мае.
В зависимости от города праздники акиту могли быть посвящены иным богам, кроме Мардука. В частности, в Уруке праздник был посвящён богу Ану, в Аккаде праздник был посвящён Иштар. В Ассирии праздник праздновался в городах Ашшур и Ниневия, в последней он был посвящён Иштар.

## Предназначение
Предназначение праздника Акиту точно не известно. Имеются предположения, что праздник возвещал пору сеяния и вспахивания, а также был связан с традицией населения в конце лета выезжать за город осматривать земли.

### Русскоязычная
- Бену Анна. Символизм сказок и мифов народов мира. Человек — это миф, сказка — это ты. — Litres, 2014. — 3879 с. — ISBN 5457514013.
- Раппопорт Уриэль. От изгнания к независимости: еврейская история в эпоху Второго Храма. — Иерусалим: Открытый университет Израиля. — ISBN 9650605649.
- Ру Жорж. Великие цивилизации Междуречья. Древняя Месопотамия: царства Шумер, Аккад, Вавилония и Ассирия. 2700—100 гг. до н. э. / Пер. с англ. А. Б. Давыдовой. — М.: ЗАО «Центрполиграф», 2016. — 446 с. — ISBN 978-5-9524-5212-1.
- Саггс Генри. Глава 11 // Величие Вавилона. История древней цивилизации Междуречья = The Greatness that was Babylon. — М.: Центрполиграф, 2014. — 464 с. — (Всемирная история). — ISBN 5457080862.
- Тураев Б. А. Вавилонская религия и культура // История древнего востока / под редакцией Струве В.В. и Снегирева И.Л. — Л.: Издательство Академии наук СССР, 1935. — Т. 1. — 340 с. — ISBN 5458241436.

### Англоязычная
- Bidmead J. The akītu festival. Religious continuity and royal legitimation in Mesopotamia. — Pictaway, N.J.: Gorgias Press[англ.], 2002. — ISBN 1-931956-34-0.
- George A. R. House most high. The temples of ancient Mesopotamia. — Winona Lake, 1993. — С. 87-162. — ISBN 0-931464-80-3.